# Dettey
Dettey är en kommun i departementet Saône-et-Loire i regionen Bourgogne-Franche-Comté i östra Frankrike. Kommunen ligger i kantonen Mesvres som tillhör arrondissementet Autun. År 2022 hade Dettey 88 invånare.

## Befolkningsutveckling
Antalet invånare i kommunen Dettey
| Referens: INSEE |